# كيت أتكينسون بيل
كيت أتكينسون بيل (بالإنجليزية: Kate Atkinson Bell)‏ هي مربية أمريكية، ولدت في 29 يونيو 1907، وتوفيت في 25 فبراير 2003.